# Адміністративний устрій Петропавлівського району
Адміністративний устрій Петропавлівського району — адміністративно-територіальний поділ Петропавлівського району Дніпропетровської області на 1 селищну раду та 12 сільських рад, які об'єднують 51 населений пункт та підпорядковані Петропавлівській районній раді. Адміністративний центр — смт Петропавлівка.

## Список радПетропавлівського району
| №  | Назва                            | Центр              | Населені пункти                                                                                         | Площа км² | Місце за площею | Населення, чол.    | Місце за населенням |
| -- | -------------------------------- | ------------------ | --- | --------- | --------------- | ------------------ | ------------------- |
| 1  | Петропавлівська селищна рада     | смт Петропавлівка  | смт Петропавлівка смт Брагинівка                                                                        |           |                 | 7 881 (01.01.2013) |                     |
| 2  | Брагинівська сільська рада       | c. Брагинівка      | c. Брагинівка с. Богдано-Вербки с. Зелений Гай с. Нововербське с. Олександрівка с. Сонцеве с. Шевченка  |           |                 |                    |                     |
| 3  | Васильківська сільська рада      | c-ще Васильківське | c-ще Васильківське с. Запоріжжя с. Кунінова с. Русакове с. Сидоренко                                    |           |                 |                    |                     |
| 4  | Дмитрівська сільська рада        | c. Дмитрівка       | c. Дмитрівка с. Бажани с. Відродження с. Кардаші с. Олефірівка с. Чумаки                                |           |                 |                    |                     |
| 5  | Лозівська сільська рада          | c. Лозове          | c. Лозове с. Роздори с. Росішки                                                                         |           |                 |                    |                     |
| 6  | Миколаївська сільська рада       | c. Миколаївка      | c. Миколаївка                                                                                           |           |                 |                    |                     |
| 7  | Олександропільська сільська рада | c. Олександропіль  | c. Олександропіль с. Новодмитрівка с. Озерне с. Товсте с. Успенівка                                     |           |                 |                    |                     |
| 8  | Осадченська сільська рада        | c. Осадче          | c. Осадче с. Водяне с. Добринька                                                                        |           |                 |                    |                     |
| 9  | Петрівська сільська рада         | c. Петрівка        | c. Петрівка с. Катеринівка с. Маломиколаївка с. Мар'їна Роща с. Новопричепилівка                        |           |                 |                    |                     |
| 10 | Самарська сільська рада          | c. Самарське       | c. Самарське с. Васюківка с. Лугове                                                                     |           |                 |                    |                     |
| 11 | Троїцька сільська рада           | c. Троїцьке        | c. Троїцьке                                                                                             |           |                 |                    |                     |
| 12 | Українська сільська рада         | c-ще Українське    | c-ще Українське с. Василівка с. Вереміївка с. Зелений Гай с. Мар'янка с. Новоселівка с. Новохорошевське |           |                 |                    |                     |
| 13 | Хорошівська сільська рада        | c. Хороше          | c. Хороше с. Коханівка с. Старий Колодязь                                                               |           |                 |                    |                     |